# Брагіна Надія Георгіївна
Надія Георгіївна Брагіна (1924, місто Пішпек, тепер Бішкек, Киргизстану — ?) — радянська киргизька діячка, головний лікар Токмацької міської дитячої лікарні Киргизької РСР. Депутат Верховної ради СРСР 4-го скликання.

## Життєпис
Народилася в родині службовця. У 1947 році закінчила Киргизький державний медичний інституті.
У 1947—1949 роках — лікар-рентгенолог Кочкорського районного відділу охорони здоров'я Тянь-Шаньскої області Киргизької РСР.
У 1949—1950 роках — завідувач жіночої і дитячої консультації Петровського району Фрунзенської області Киргизької РСР.
У 1950—1951 роках — лікар-педіатр Токмацької міської лікарні Киргизької РСР.
З квітня 1951 року — головний лікар Токмацької міської дитячої лікарні Киргизької РСР.
Подальша доля невідома.

## Нагороди
- медаль «За трудову доблесть»
- медалі